# سوسمارماهی دولکه‌ای
سوسمارماهی دولکه‌ای (نام علمی: Synodus binotatus) نام یک گونه از تیره سوسمارماهیان است.